# Гамильтон (остров)
Га́мильтон  (англ. Hamilton Island) — остров тихоокеанской гряды Витсандей.
Находится в 12 километрах от побережья австралийского штата Квинсленд, в кольце Рифа. Площадь острова составляет всего около 5 км². Гамильтон является крупнейшим обитаемым островом архипелага Витсандей. Климат субтропический с мягкими зимами.
Остров Гамильтон в Австралии одно из популярных мест среди любителей подводного плавания.

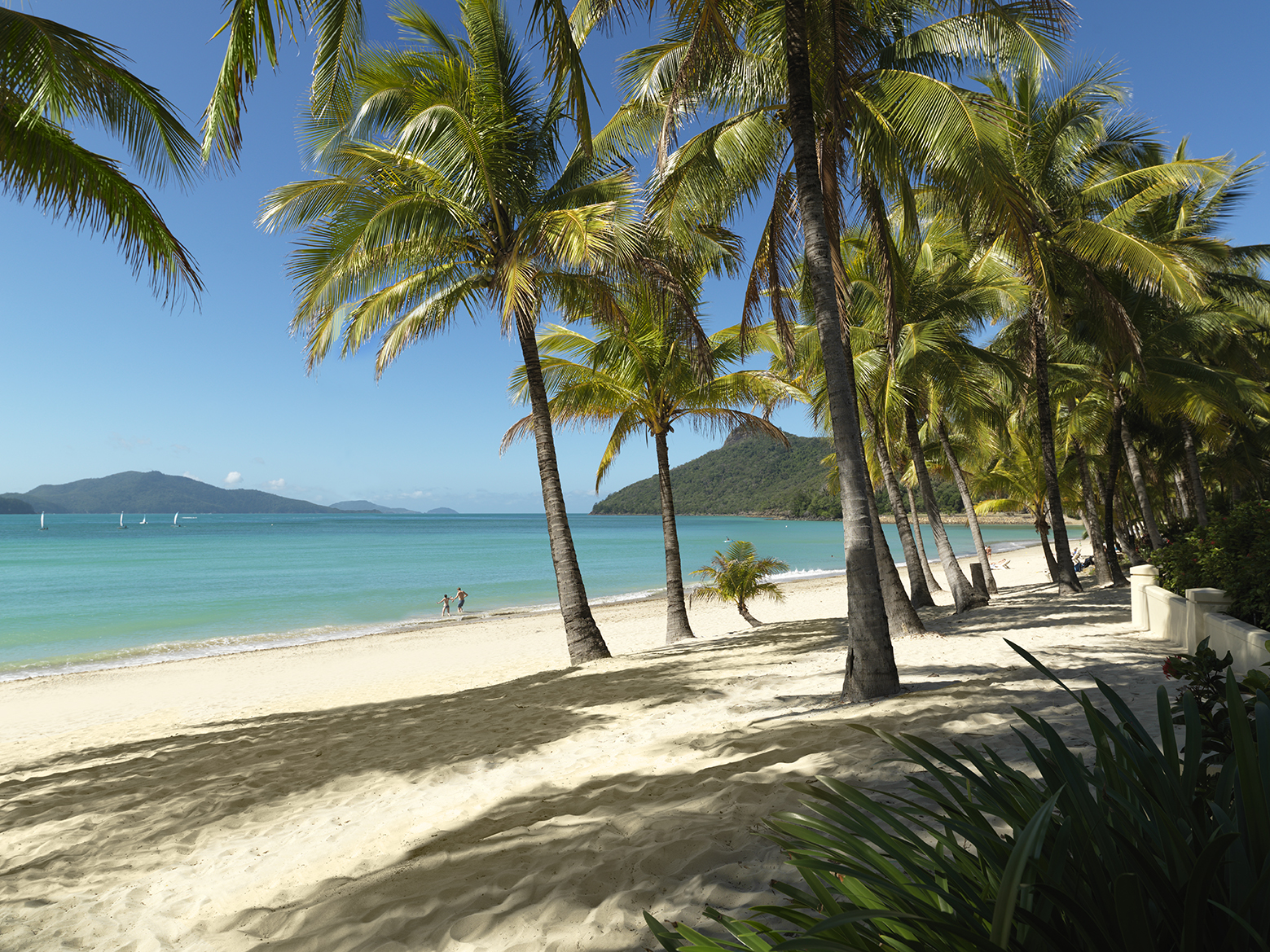
Пляж на острове